# Temporada de tufões no Pacífico de 2023
A temporada de tufões no Pacífico de 2023 foi a quarta temporada consecutiva abaixo da média e tornou-se a terceira temporada de tufões menos inativa no registo em termos de tempestades nomeadas, com apenas 17 tempestade nomeadas desenvolvendo, apenas acima de 2010 e 1998. Apesar da tempestade ocorrer durante o envento de El Niño, que tipicamente favorece atividade na bacia, atividade foi anormalmente baixa. Isto deveu-se principalmente devido a um periodo consistente de Oscilação decadal no Pacício negativa, que tipicamente reduz a formação de tempestades tropicais na bacia. A temporada foi menos ativa que a Temporada de furacões no Atlântico de 2023 em termos de tempestades nomeada, a quarta temporada assim no registo, depois de 2005, 2010 e 2020; e a primeira durante o envento de El Niño. O número de tempestade nomeadas da temporada também não excedeu o de Temporada de furacões no Pacífico de 2023. Apenas dez tornaram-se tufões, com quatro ganhando intensidade maior para supertufões. Mesmo assim, foi bastante destrutivo, principalmente devido ao Tufão Doksuri em julho, que devastou o norte das Filipinas, Taiwan, e China, tornando-se o tufão mais custoso no registo assim com o tufão mais caro a atingir o continente da China, e em setembro o Tufão Haikui, que devastou a China, Taiwan, e Hong Kong. A temporada foi menos ativa no Sudeste da Ásia, sem nenhuma tempestade tropical tocando terra no Vietname (a terceira desde a independência do país, depois da temporadas de 1976 e 2002).
A temporada ocorreu durante 2023, apesar da maioria do ciclones tropicais desenvolverem entre maio e outubro. A primeira tempestade nomeada do época, Sanvu, formou-se em 21 de abril, enquanto a última tempestade nomeada, Jelawat, dissipou-se me 20 de dezembro. Em maio o Tufão Mawar intensifou-se no primeiro tufão da temporada em 21 de maio, mais tarde tornando-se um dos ciclones tropicias mais intensos no hemisfério norte no registo em maio.
O escopo deste artigo é limitado ao Oceano Pacífico ao norte do equador entre 100°E e 180º meridiano. No noroeste do Oceano Pacífico, existem duas agências separadas que atribuem nomes a ciclones tropicais, o que muitas vezes pode resultar em um ciclone com dois nomes. A Agência Meteorológica do Japão (JMA) nomeará um ciclone tropical se for considerado com velocidade de vento sustentada de 10 minutos de pelo menos 65 km/h em qualquer lugar da bacia, enquanto a Administração de Serviços Atmosféricos, Geofísicos e Astronômicos das Filipinas (PAGASA) atribui nomes a ciclones tropicais que se movem ou se formam como uma depressão tropical em sua área de responsabilidade localizada entre 135°E e 115°E e entre 5°N–25°N, independentemente de um ciclone tropical já ter ou não foi dado um nome pela JMA. Depressões tropicais que são monitoradas pelo Joint Typhoon Warning Center dos Estados Unidos (JTWC)  recebem um número com um sufixo "W" .

## Previsões sazonais
| Previsões TSR Data    | Tempestades tropicais | Total Tufões       | TT intensos           | ECA                    | Ref.  |
| --------------------- | --------------------- | ------------------ | --------------------- | ---------------------- | ----- |
| Média (1965–2022)     | 25.7                  | 16.1               | 8.7                   | 290                    | [ 6 ] |
| 5 de maio de 2023     | 29                    | 19                 | 13                    | 394                    | [ 6 ] |
| 7 de julho de 2023    | 29                    | 19                 | 12                    | 382                    | [ 7 ] |
| Outras previsões Data | Centro Previsões      | Periódo            | Periódo               | Sistemas               | Ref.  |
| 13 de janeiro de 2023 | PAGASA                | Janeiro–Março      | Janeiro–Março         | 0–2 ciclones tropicais | [ 8 ] |
| 13 de janeiro de 2023 | PAGASA                | Abril–Junho        | Abril–Junho           | 2–4 ciclones tropicais | [ 8 ] |
| 27 de junho, 2023     | PAGASA                | July–September     | July–September        | 7–10 tropical cyclones | [ 9 ] |
| 27 de junho, 2023     | PAGASA                | October–December   | October–December      | 4–7 tropical cyclones  | [ 9 ] |
| Temporada 2023        | Centro Previsões      | Ciclones tropicais | Tempestades tropicais | Tufões                 | Ref.  |
| Atividade atual:      | JMA                   | 29                 | 17                    | 10                     |       |
| Atividade atual:      | JTWC                  | 18                 | 17                    | 12                     |       |
| Atividade atual:      | PAGASA                | 11                 | 9                     | 7                      |       |

Durante o ano, vários serviços meteorológicos nacionais e Agências científicas prevêem quantos ciclones tropicais, tempestades tropicais e tufões se formarão durante uma estação e/ou quantos ciclones tropicais afetarão um determinado país. Estas agências incluíram o Consórcio de University College London, PAGASA e o Central Weather Bureau de Taiwan.
A primeira previsão foi divulgada pelo PAGASA em 13 de janeiro de 2023, em suas perspectivas climáticas sazonais mensais prevendo o primeiro semestre de 2023. Eles previram que apenas 0-2 ciclones tropicais deveriam se formar ou entrar na área de responsabilidade das Filipinas entre janeiro e março, enquanto 2-4 ciclones tropicais devem se formar entre abril e junho. PAGASA também afirmou que o enfraquecimento das condições de La Nina pode durar até que volte a passar para condições Enzo-neutras posteriormente.
Em 5 de Maio, O Tropical Storm Risk (TSR) emitiu sua primeira previsão para a temporada de 2023, com previsão de desenvolvimento e persistência moderada a forte até outubro, a TSR previu que a atividade tropical para 2023 estará acima da média, prevendo 29 tempestades nomeadas, 19 tufões e 13 tufões intensos. a TSR manteve-se constante com a sua previsão, excepto diminuindo ligeiramente os números de tufões intensos para 12 na previsão de julho.  Na última previsão de agosto, a TSR aumentou o número de tufões para 20 e 14.

## Resumo sazonal

### Atividade da temporada inicial
A época deu inicio em 4 de março, com a formação da depressão tropical que formou-se perto do equador a leste de Singapura. A depressão foi de duração curta e foi notada três dias depois. Mesmo assim a tempestade trouxe chuvas fortes através da Malásia, afetando cerca de 50.000 pessoas.
Um mês depois, em 7 de abril, a JMA começou a rastrear uma área de baixa pressão localizada no Mar das Filipinas. No mesmo dia, a JMA classificou o sistema como uma depressão tropical com o PAGASA nomeando o sistema Amang. A depressão fez três desembarques nas Filipinas antes de enfraquecer para uma baixa remanescente em 13 de abril. Entre os danos menores causados em todo o país, no entanto, não foram relatadas mortes. Cinco dias depois de Amang dissipar0se, o JMA começou a monitorizar outra perturbação localizada perto de Pohnpei. Depois de se intensificar lentamente, o sistema atingiu o status de tempestade tropical e o sistema foi denominado Sanvu pela JMA; tornando-se a primeira tempestade nomeada na bacia. Sanvu, no entanto, começou a enfraquecer depois de entrar em ambiente hostil. A tempestade enfraqueceu de volta para uma depressão tropical até se dissipar em 25 de abril.

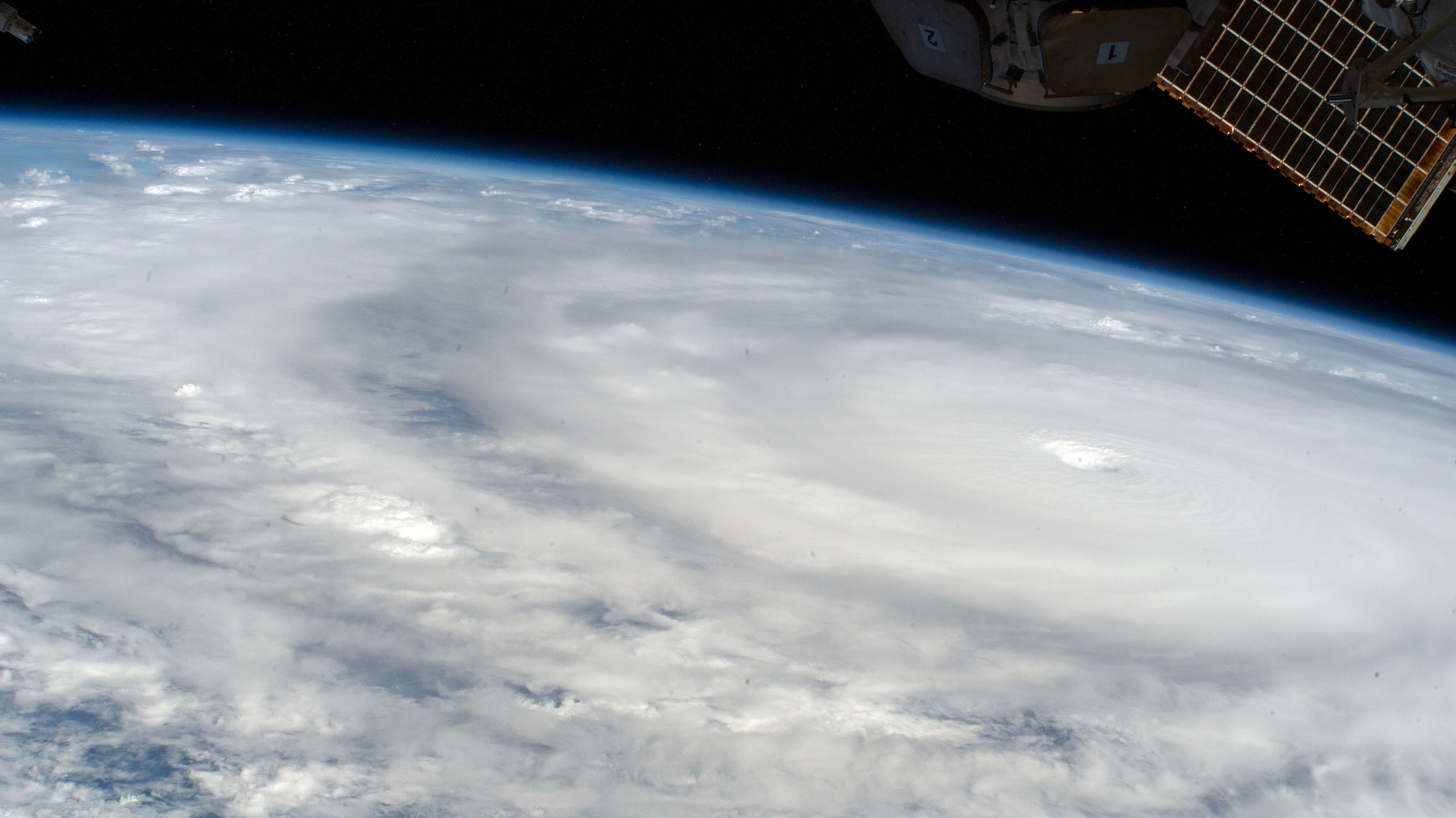
Tufão Mawar visto da Estação Espacial Internacional em 23 de maio.

No início de maio, uma perturbação tropical desenvolveu-se a cerca de 745 km a leste da cidade de Davao, nomeando-a como Invest 93W pela JTWC. A convecção continuou a alargar-se à medida que envolvia a área desorganizada de baixa pressão. No entanto, a interacção com a terra e a fraca estrutura do sistema dificultaram o desenvolvimento, apesar de estarem em condições ambientais favoráveis. Mais tarde, a 5 de maio, a JMA classificou a perturbação como uma depressão tropical. No entanto, as possibilidades de ser um ciclone tropical baixou devido à presença de ar seco e fraco escoamento antes de se dissipar em 7 de maio. Uma área de baixa pressão formou-se a sul-sudoeste das Ilhas Chuuk e depois evoluiu para uma depressão tropical em 19 de maio. Mais tarde, foi designada como 02W pela JTWC e denominada A tempestade Mawar algumas horas mais tarde pela JMA, antes de se intensificar numa tempestade tropical severa no dia seguinte. À medida que entrou em condições mais favoráveis e com baixo cisalhamento do vento, foi atualizado para o tufão equivalente à categoria um pela JTWC. A JMA seguiu o exemplo e atualizou Mawar para o status de Tufão às 03:45 UTC de 21 de maio.
Nas primeiras semanas de junho, formou-se uma zona de baixa pressão a norte de Palau, nomeando o sistema como Invest 98W. No dia seguinte, intensificou-se e entrou na zona de responsabilidade das Filipinas, levando a PAGASA a nomear como Chedeng às 08:00 UTC. O JTWC posteriormente seguiu o exemplo e designou-o como 03W. Às 20:00 UTC, o sistema foi atualizado para uma tempestade tropical, atingindo o nome Guchol. Guchol mais tarde tornou-se um forte tufão de categoria 2 no Mar das Filipinas, mas o rastro frio do supertufão Mawar impediu que se intensificasse ainda mais. Como Guchol (Chedeng) saiu do PAR, enfraqueceu-se em uma tempestade tropical severa, e continuou para nordeste, evitando o arquipélago japonês.
Após semanas de inatividade, em 12 de julho, a JTWC começou a monitorar uma fraca depressão das monções que está se movendo lentamente em direção ao norte de Luzon. A JMA seguiu o exemplo e classificou a perturbação como uma depressão tropical no dia seguinte e tomou nota de que o sistema fica ao largo da costa de Aurora, nas Filipinas. O PAGASA também começou a emitir avisos, que mais tarde batizaram seu nome local de Dodong. Em 14 de julho, o PAGASA observou que atingiu a costa em Dinapigue, Isabela. À medida que se organizava melhor e começou a mover-se sobre um ambiente favorável, a JTWC começou a emitir avisos sobre Dodong, com a sua designação como 04W.
Antes de sair do PAR, a JMA mais tarde evoluiu para a tempestade tropical Talim à medida que se afastava das Filipinas. Talim então intensificou-se constantemente no mar da China Meridional, atingindo mais tarde uma forte intensidade de tempestade tropical à medida que se aproximava do Sul da China. O Joint Typhoon Warning Center então atualizou Talim para um tufão de categoria 2 ao atingir Guangdong, na China. O tufão Talim então enfraqueceu para o interior, dissipando-se em 19 de julho.

Ciclo de satélite da tempestade tropical Khanun algumas horas antes do desembarque na Coreia do Sul em 10 de agosto.

Depois que Doksuri devastou vários países, a JMA anunciou outra formação de uma área de baixa pressão no Oceano Pacífico. Mais tarde, a JMA emitiu um aviso, declarando-o como uma depressão tropical. O sistema indicou igualmente que se encontra num ambiente favorável ao desenvolvimento. Em 27 de julho, a JTWC posteriormente emitiu avisos para o sistema e classificou o sistema como depressão tropical 06W. Apesar de sua estrutura desorganizada, ambas as agências atualizaram o sistema para uma tempestade tropical, com a JMA atribuindo o nome Khanun.
Khanun mais tarde entrou na área de responsabilidade das Filipinas (PAR), ganhando o nome de Falcon pelo PAGASA. Seguindo para o norte devido a uma área subtropical de alta pressão próxima de nível médio, Khanun se intensificou em uma tempestade tropical severa. Ao longo de 24 horas, a sua velocidade máxima sustentada do vento aumentou 130 km/h e, eventualmente, atingiu um pico de 220 km/h, equivalente ao de categoria 4 na escala Saffir–Simpson. Ao sair do PAR em 1 de agosto, Khanun enfraqueceu ligeiramente à medida que se aproximava das Ilhas Ryukyu, atingindo-as com chuvas e ventos fortes. Khanun enfraqueceu ainda mais devido a um ciclo contínuo de substituição da parede do olho, permitindo que seu olho crescesse maciçamente, mas degradando a sua estrutura geral.
Após o enfraquecimento estrutural, a JMA e a JTWC rebaixaram Khanun para uma tempestade tropical severa, com ventos estimados de 95 km/h. Depois de passar ao norte de Tokunoshima, a tempestade acelerou para o Sudeste. Imagens de satélite mostraram um LLCC consolidado com bandas convectivas formativas e convecção profunda sobre o semicírculo Norte, a tempestade passou pela ilha de Kyushu, no sudoeste. Por volta das 00:00 UTC de 10 de agosto, Khanun atingiu as Ilhas Geojedo, na Coreia do Sul, com ventos de 85 km/h. A JMA continuou a monitorar Khanun como um ciclone tropical até o início de 11 de agosto.

### Actividade da época média/alta

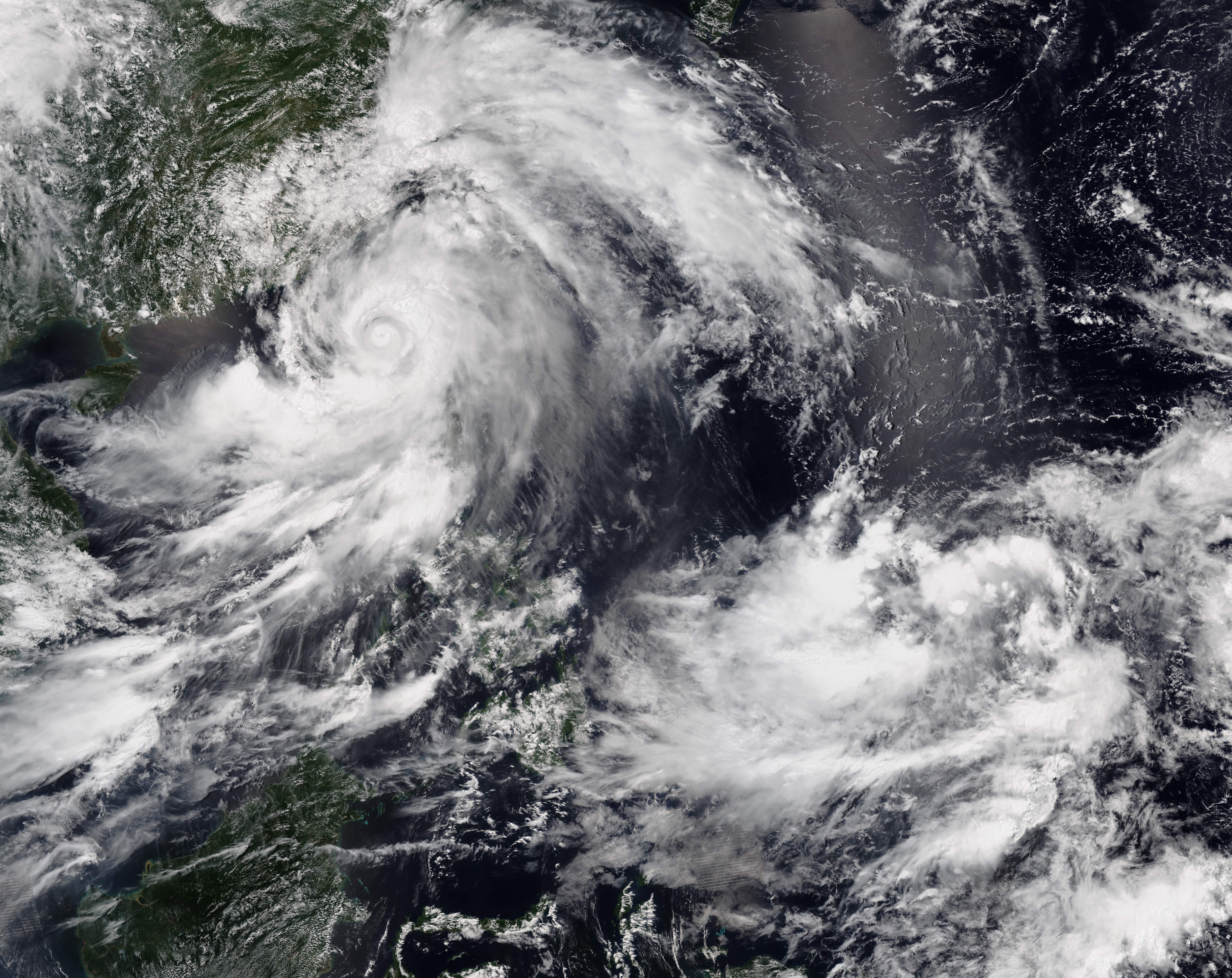
Tufão Doksuri (Egay) depois de ter passado recentemente pelas ilhas Babuyan e se aproximado de Taiwan e da China, e a perturbação que acabou por se tornar o tufão Khanun (Falcão) de longa duração à medida que se desenvolvia sobre o Mar das Filipinas, perto da ilha de Palau, em 27 de julho

Em 16 de julho, quando a tempestade Tropical Talim se dirigia para atingir a China continental, uma área de baixa pressão que era originalmente um aglomerado de nuvens formado a leste de Mindanau. Em 19 de julho, formou-se uma depressão tropical e a JTWC designou-a como Invest 98W. foi imediatamente nomeada como Doksuri pela JMA e Egay pela PAGASA no dia seguinte. Em 21 de julho, o sistema intensificou-se numa tempestade tropical e, no dia seguinte, em 22 de julho, o PAGASA transformou-o numa tempestade tropical.
Egay moveu-se constantemente para o oeste, aproximando-se da região de Bicol e alertando para o Sinal #2 em algumas partes da Península. Inicialmente esperado para atacar Taiwan, a trilha de Doksuri mudou mais para o sul ao longo do tempo. Doksuri então se intensificou em um tufão em 23 de julho e, durante o qual, iniciou um período de rápida intensificação, atingindo o status de categoria 4 mais tarde. A PAGASA então atualizou Egay (Doksuri) em um supertufão, tornando-se o segundo a fazê-lo este ano após o tufão Mawar (Betty) e levando ao aumento do sinal #5 sobre as Ilhas Babuyan no final do dia, a primeira vez desde que o tufão Noru (Karding) atingiu o centro de Lução no ano anterior. Doksuri então enfraqueceu de volta para um tufão antes de atingir a costa nas primeiras horas da manhã de 26 de julho na Ilha Fuga, Aparri como uma poderosa Categoria 4.
Doksuri então se moveu ao ritmo de caracol, atingindo partes do Norte de Lução com ventos com força de tufão pelo resto do dia, enquanto devido ao movimento lento, caiu chuvas torrenciais sobre as províncias de Ilocos Norte, Ilocos Sul, Abra e Cagayan, afundando muitas cidades, aldeias e casas sob enchentes. Na manhã de 26 de julho, Doksuri fez um segundo landfall sobre a Ilha Dalupiri, Aparri, Cagayan. A tempestade enfraqueceu ainda mais e voltou à intensidade da categoria 1 à noite. Doksuri reforçou a monção sudoeste que trouxe chuvas e condições de rajadas para a maior parte do oeste de Lução, incluindo Mimaropa e Visayas ocidentais, bem como Bataan e Zambales.
No dia seguinte, Doksuri saiu da área de responsabilidade das Filipinas, mas com sinais de vento de ciclones tropicais ainda levantados para a região de Ilocos, que mais tarde foi lentamente removida à medida que a tempestade se afastava do país, causando bilhões de pesos em danos. Doksuri, agora no Mar do Sul da China, exibiu outra rodada de rápida intensificação, formando um olho de ciclone enquanto a sudoeste de Taiwan. Ele reintensificou e conseguiu recuperar o status de categoria 3 antes que um ciclo de substituição da parede do olho o enfraquecesse, pois atingiu Fujian, na China. Doksuri também deixou cair quantidades torrenciais de chuvas sobre a China, dissipando-se para o interior até 29 de Julho, com seus remanescentes causando chuvas torrenciais contínuas, causando mais inundações e destruição.
Enquanto Doksuri batia em Lução com ventos fortes, uma nova área de baixa pressão se formou perto de Palau em 26 de julho. Mais tarde, foi atualizado para uma depressão tropical pela Agência Meteorológica do Japão, e o JTWC seguiu o exemplo logo depois, dando-lhe a designação de 06W. 06W e depois se intensificou em uma tempestade tropical, e foi nomeado Khanun pela JMA. Khanun moveu-se lentamente para o oeste-noroeste no Mar das Filipinas, entrando na área de responsabilidade da PAGASA em 29 de julho e recebeu o nome doméstico de Falcon.
Khanun, mais tarde, intensificou-se em uma forte tempestade tropical no domingo, e passou por um período de rápida intensificação a leste das Filipinas, tornando-se um tufão não muito tempo depois. Khanun então continuou a sua intensificação enquanto se movia para norte-noroeste, atingindo o status de categoria 4 na segunda-feira. Na terça-feira, Khanun manteve a sua intensidade ao sul das Ilhas de Okinawa. Às 3:30 PM PHT (19:00 UTC), a PAGASA declarou que o Falcon (Khanun) tinha saído da sua área de responsabilidade. Khanun então mudou-se para as ilhas Ryukyu, enfraquecendo ligeiramente de volta para uma categoria de topo 3, golpeando as ilhas com ventos fortes e chuvas fortes. Khanun então desenvolveu um olho muito grande e moveu-se lentamente nas proximidades das Ilhas Ryukyu, causando um ressurgimento tremendo e seu eventual enfraquecimento em uma tempestade tropical. Depois de parar por aquela área por alguns dias e se mover no ritmo lento, Khanun então seguiu para o noroeste, atingindo a Coreia e no dia seguinte, seu longo ciclo de vida terminou no interior da Península Coreana.
Entretanto, a Lan formou-se a 8 de agosto. Mais tarde, intensificaria rapidamente em um tufão muito forte, em 11 de agosto. Em 12 de agosto, o furacão Dora passou do Pacífico Central e foi imediatamente classificado como um tufão, enquanto se deteriorava gradualmente.
Em 20 de agosto, uma área de convecção a leste de Taiwan começou a se mover para sudoeste com pouca organização sobre seu centro. A PAGASA marcou o sistema como uma área de baixa pressão em 22 de agosto, e a Agência Meteorológica do Japão atualizou-o para uma depressão tropical. APAGASA esperava inicialmente que o sistema não se transformasse em um ciclone tropical e esperava sua dissipação até sexta-feira, mas depois o atualizou para uma depressão tropical no dia seguinte, e recebeu o nome local de Goring, também recebeu um alerta de formação de ciclone tropical pelo JTWC, designado como 09W. Goring então mudou-se geralmente para norte-noroeste através do Mar das Filipinas.
Em 24 de agosto, Goring foi atualizado para uma tempestade tropical pelo JTWC, com o JMA seguindo o exemplo algumas horas depois às 06:00 UTC, recebendo o nome Saola. A PAGASA também seguiu o exemplo na atualização do sistema para uma tempestade tropical em sua atualização 17:00 PHT (09:00 UTC). Saola continuou a intensificar-se e começou a mover-se para sudoeste sobre o Mar das Filipinas a leste das Ilhas Batanes. A PAGASA começou então a emitir sinais de vento de ciclones tropicais nas partes orientais do Norte de Lução na manhã de sexta-feira.
Algumas horas depois, a JTWC transformou Saola em um tufão, com a JMA atualizando o sistema para uma tempestade tropical severa logo em seguida. Saola foi posteriormente transformada em tufão momentos depois pela JMA, com a JTWC a atualizando para uma categoria 2, iniciando um processo de rápida intensificação. A PAGASA seguiu o exemplo na noite e atualizou Saola para um tufão também. Saola foi então atualizado para um tufão de categoria 4 na manhã de 27 de agosto. Nas primeiras horas da manhã de domingo, PAGASA então atualizou Goring (Saola) em um supertufão depois que seus ventos passaram 185 km/h, tornando-se a terceira tempestade a entrar em sua categoria 'supertufão' este ano.
Saola então executou uma virada Sul-Sudeste sobre o Mar das Filipinas. Saola então enfraqueceu de volta para um tufão conforme a PAGASA, com o Sinal de Vento de Ciclone Tropical #2 e #3 sendo levantado à medida que se afastava do centro de Lução. O Joint Typhoon Warning Center também rebaixou Saola de volta para um tufão de categoria 2. Saola então enfraqueceu devido a um ciclo de substituição da parede do olho, e PAGASA deixou cair alguns sinais de vento de ciclones tropicais no leste de Lução. Em seguida, virou para noroeste e o PAGASA reeditou o sinal 4 para partes das Ilhas Babuyan e, em seguida, intensificou-se explosivamente em um supertufão de categoria 4, de acordo com o Joint Typhoon Warning Center.
PAGASA então seguiu o exemplo e atualizou Saola (Goring) em um supertufão mais uma vez enquanto passava entre o canal Bashi, e emitiu o Sinal #5 na porção nordeste das Ilhas Babuyan, a segunda vez este ano desde o tufão Doksuri um mês antes. Mais tarde naquele dia, Saola cruzou os limites do noroeste da área de responsabilidade das Filipinas, e a PAGASA emitiu os seus avisos finais de ciclones tropicais sobre ela, com sinais de tempestade sendo lançados momentos depois. Saola permaneceu um poderoso supertufão ao cruzar para o mar da China Meridional, a sudoeste de Taiwan.
Na tarde de 31 de agosto (UTC), o JTWC observou que Saola estava lutando para completar um ciclo de substituição da parede do olho, resultando em um ligeiro enfraquecimento, no entanto, Saola manteve o status de 'supertufão' na escala JTWC. Enquanto isso, Saola enfraqueceu abaixo do limiar para um tufão violento na escala JMA naquela mesma tarde. Na mesma altura, o Observatório de Hong Kong tinha anunciado que o Sinal de Aviso de Ciclone Tropical Número 8 (vendaval ou tempestade) seria emitido às 2h40, hora local, de sexta-feira, com o potencial de este ser elevado ao sinal de aviso número 10 (furacão) à medida que o supertufão Saola se aproximava. Foi avisado que em alguns locais as tempestades devido ao supertufão Saola poderiam atingir níveis históricos, rivalizando com os do tufão Wanda em 1962 e do tufão Hato em 2017.

## Sistemas

### Depressão tropical Amang
A JMA observou pela primeira vez uma área de baixa pressão no Mar das Filipinas em 7 de abril. Uma forte convecção a norte do centro de circulação de baixo nível do sistema (LLCC) levou a JTWC a emitir primeiro um alerta de formação de ciclones tropicais (TCFA) sobre a perturbação, à medida que se seguia para oeste-noroeste, para um ambiente favorável para um maior desenvolvimento. Mais tarde naquele dia, a JMA e a PAGASA classificaram a tempestade como uma depressão tropical. À medida que a tempestade se formou na área de responsabilidade das Filipinas (PAR), a depressão recebeu o nome de Amang. Amang atingiu o seu primeiro desembarque sobre Panganiban, Catanduanes, por volta das 23:00 PHT (15:00 UTC) de 11 de abril. Mais tarde, no dia seguinte, a PAGASA informou que Amang tinha feito um segundo desembarque em Presentacion, Camarines Sul e mais tarde fez o seu terceiro landfall em Lagonoy, Camarines Sul. Após a interacção terrestre, a JTWC cancelou o seu TCFA, afirmando que a Amang tinha atingido condições mais desfavoráveis, incluindo ar seco e cisalhamento do vento. A PAGASA rebaixou a tempestade para uma baixa mínima em 13 de abril.
Os danos agrícolas causados pela tempestade foram estimados em ₱ 12,3 milhões (222 mil dólares), afectando 1.324 agricultores e 1 096,6 ha de terra. 1.918 passageiros ficaram retidos na região de Bicol na sequência de suspensões de viagens marítimas.[17] Em 13 de abril, as aulas até o ensino médio em 19 áreas foram suspensas devido ao mau tempo, juntamente com as aulas pré-primárias nas áreas sob o sinal No. 1.

### Tempestade tropical Sanvu
Uma área de convecção monitorizada pela CABTJ gerou a sul-sudeste de Pohnpei em 18 de abril. A JMA posteriormente classificou a perturbação como uma depressão tropical no dia seguinte, antes de a JTWC seguir o exemplo e designar o sistema 01W. Em 20 de abril, a depressão intensificou-se ainda mais para uma tempestade tropical, de acordo com a JTWC, após a convecção e o reforço das faixas de chuva sobre a LLCC. A JMA posteriormente atualizou seu status às 6:00 UTC e deu o nome de Sanvu à tempestade. Após atingir o seu pico de intensidade no início de 21 de abril, Sanvu começou a enfraquecer depois devido a aglomerados de convecção em seu quadrante Nordeste absorvendo sua energia. Em 22 de abril, a estrutura pobre e irregular de Sanvu do seu centro de circulação levou a JTWC a cessar a emissão de boletins sobre a tempestade, uma vez que foi rebaixada para uma depressão tropical. A JMA também cancelou avisos sobre a tempestade no mesmo dia. A JMA acompanhou o sistema até às 00:00 UTC de 25 de abril. A JTWC informou que os remanescentes de Sanvu haviam se dissipado em 26 de abril.

### Tufão Mawar (Betty)
Uma área de baixa pressão a sul-sudoeste das Ilhas Chuuk evoluiu para uma depressão tropical em 19 de maio. Em 20 de maio, foi posteriormente designada como 02W pela JTWC e nomeada a tempestade Mawar algumas horas mais tarde pela JMA antes de se intensificar numa tempestade tropical severa no dia seguinte. À medida que entrou em condições mais favoráveis e com baixo cisalhamento do vento, foi atualizado para o tufão equivalente à categoria um pela JTWC. O JMA seguiu o exemplo e atualizou Mawar em um tufão. A tempestade foi posteriormente melhorada para o estatuto de equivalente de categoria dois pela JTWC em 22 de maio. Posteriormente, atingiu o estatuto equivalente de categoria três no mesmo dia. No mesmo dia, o PAGASA previu que Mawar provavelmente se transformaria em um supertufão. Algumas horas depois, a JTWC actualizou o Mawar para um tufão equivalente à categoria quatro, mantendo-o a JMA como um tufão muito forte. Em 23 de maio às 16:00, PAGASA informou que Mawar se intensificou em um super tufão.

### Tempestade tropical Talim (Dodong)
Em 12 de julho, o JTWC começou a rastrear uma depressão fraca das monções a 298 nmi (552 km; 343 mi) a leste de Manila, movendo-se lentamente em direção ao norte de Lução. Em 13 de julho, a JMA tomou conhecimento de uma zona de baixa pressão ao largo da costa de Aurora, nas Filipinas. Algumas horas depois, às 12:00 UTC, a JMA reconheceu a formação de uma depressão tropical. A PAGASA emitiu um anúncio semelhante e, posteriormente, nomeou o sistema Dodong. Desembarcou em Dinapigue, Isabela, algumas horas depois. O sistema continuou a seguir para oeste perto da extremidade norte do continente Lução, atravessando Cagayan e Ilocos Norte. Surgiu ao largo da costa de Ilocos Norte em 14 de julho às 09:00 UTC (17:00 PHT). Por volta das 15:00 UTC, O JTWC começou a emitir avisos para a depressão agora tropical e designou o sistema como 04W. O sistema se intensificou em uma tempestade tropical pouco antes de sair do PAR e foi posteriormente denominado Talim pela JMA. Em 15 De Julho, O Talim deixou o PAR enquanto mantinha a sua força, o que foi anunciado pelo PAGASA no seu boletim final. Mais tarde, a JMA passou para uma categoria de tempestade tropical severa às 00:00 UTC de 16 de julho. Às 18:00 UTC, a JTWC elevou Talim a um tufão de categoria 1. Às 22:20 CST de 17 de julho, Talim atingiu a costa em Zhanjiang, China, na província de Guangdong, de acordo com a Administração Meteorológica da China, com ventos sustentados de 2 minutos de 137 km/h. Talim então mudou-se para o Golfo de Tonquim e fez o segundo e último landfall em Beihai, Guangxi às 05:45 CST de 17 de julho. Às 03:00 UTC do dia seguinte, a JTWC rebaixou-a para uma tempestade tropical e emitiu um aviso final, e, posteriormente, revisou o pico de intensidade às 06:00 UTC de 17 de julho para 85 nós, equivalente a um tufão de categoria 2. A JMA, no entanto, classificou operacionalmente esta como uma tempestade tropical severa. Às 06:00 UTC, a JMA rebaixou-a para uma tempestade tropical. Às 12:00 UTC, A JMA rebaixou-a para uma depressão tropical, com a JTWC a seguir às 00:00 UTC do dia seguinte.
Os ventos de Talim melhoraram as monções do leste asiático sobre as Filipinas e trouxeram fortes chuvas e condições tempestuosas sobre o país à medida que se aproximava de Lução. As aulas em três cidades e em Cagayan foram suspensas quando a tempestade atravessou Lução. Foram cancelados três voos domésticos. Uma pessoa foi morta pela tempestade. As chuvas da tempestade ajudaram a elevar significativamente o nível da água na Barragem de Angat, a principal fonte de água para as áreas da Região Metropolitana de Manila, mas apenas ligeiramente na Barragem de Magat, mais a norte, em Isabela. No início do mês, ambas as barragens aproximaram-se de níveis críticos, uma vez que as chuvas diminuíram desde o início das condições de El Niño. A CMA emitiu um Alerta de Tufão Laranja, que deverá provocar vendavais e chuvas torrenciais em algumas zonas do Sul da China. Em 17 de julho, às 00:40 UTC, O Observatório de Hong Kong emitiu o sinal No. 8 à medida que se aproxima da cidade e os ventos se reforçam ainda mais. Quase 230.000 pessoas foram evacuadas de Guangdong antes do tufão atingir a costa. Vários serviços ferroviários e voos de Nanning foram cancelados na preparação da tempestade. No mesmo dia, às 03:00 UTC, o Centro Nacional de previsão Hidro-Meteorológica do Vietname emitiu o alerta "nível de risco de desastres No. 3" para o Golfo de Tonquim e as suas províncias costeiras do Norte. Anteriormente, o governo do Vietname enviou um telegrama aos governos das províncias do Norte, a fim de os exortar a fazer a sua prevenção contra o Talim.

### Tufão Doksuri (Egay)
Em 19 de julho, a JMA começou a rastrear uma área de baixa pressão no Mar das Filipinas, a leste de Mindanau. A agência registou a sua formação numa depressão tropical até 20 de julho; a JTWC lançaria então um TCFA na tempestade mais tarde naquele dia. Em 21 de julho, o sistema se intensificou em uma tempestade tropical e recebeu o nome de Doksuri; a PAGASA também observou a formação da tempestade e a chamou localmente de Egay. Posteriormente, a JTWC deu início a alertas sobre o sistema e classificou-o como 05W. Doksuri intensificou-se ligeiramente à medida que seguia para noroeste no dia seguinte. Às 12:00 UTC de 23 de julho, Doksuri começou a intensificar-se rapidamente à medida que atingiu o estatuto de tufão sobre o Mar das Filipinas. A PAGASA declarou então Doksuri um supertufão, o segundo do ano depois de Mawar. Doksuri atravessou o extremo norte das Filipinas durante a noite, enfraquecendo em um tufão e depois fazendo desembarque na Ilha Fuga em Aparri, Cagayan. À medida que se aproximava e seguia mais para oeste através das Ilhas Babuyan, manteve a sua intensidade. Doksuri fez um segundo desembarque sobre Dalupiri em 26 de julho, movendo-se muito lentamente ao fazê-lo, caindo enormes quantidades de chuvas sobre a região de Ilocos e outras partes do Norte de Lução. Doksuri deixou a região do PAR por volta das 10:00 PHT (02:00 UTC) de 27 de julho. Doksuri começou então a seguir-se outra ronda de rápida intensificação, formando um olho de agulha. Doksuri moveu-se para noroeste e posteriormente atingiu a sua terceira terra em Jinjiang, Fujian, com ventos sustentados de dois minutos de 180 km/h em 28 de julho. Doksuri enfraqueceu rapidamente uma vez no interior e dissipou-se pouco depois.
Nas Filipinas, a PAGASA começou a emitir sinais de vento de ciclones tropicais para partes do Norte de Lução. Vários voos foram cancelados devido ao tufão. Depois de atingir o estatuto de supertufão na manhã de 25 de julho, a agência levantou o sinal No. 4 nas partes do extremo norte de Lução. Mais tarde, no mesmo dia, a agência atualizou o sinal em sinal No. 5 na porção oriental das Ilhas Babuyan. Doksuri reforçou as monções do sudoeste existentes, causando chuvas generalizadas e aguaceiros na maior parte das Filipinas. Doksuri foi o tufão mais forte a atingir o Sudeste da Província de Fujião desde o tufão Meranti em 2016, e o tufão mais poderoso a atingir Fujião desde que os registos começaram em 1950. A precipitação estabeleceu recordes para os totais de 24 horas, incluindo uma acumulação superior a 648 mm. No geral, o tufão foi responsável por 64 mortes, 47 desaparecidos 91 feridos, incluindo 27 pessoas a bordo do MB Aya Express que morreram quando o barco-bomba virou e $169 milhões em danos em vários países.

### Tufão Khanun (Falcon)
Depois que o tufão Doksuri devastou vários países, a JMA anunciou a formação de uma área de baixa pressão no Oceano Pacífico. A JMA começou a alertar sobre o sistema, declarando-o uma depressão tropical. A análise da JMA indicou que o sistema se encontrava num ambiente favorável ao desenvolvimento, com temperaturas quentes da superfície do mar e baixo cisalhamento vertical do vento. A JTWC emitiu um TCFA para uma zona de convecção, a leste de Yap. Às 09:00 UTC de 27 de julho, a agência posteriormente iniciou avisos sobre o sistema e classificou-o como 06W. Imagens de satélite descobriram que seu LLCC havia sido definido, no entanto, a estrutura convectiva continuou a permanecer desorganizada,[142] A JMA e o JTWC atualizaram o sistema para uma tempestade tropical, com o JMA atribuindo o nome Khanun para o sistema. Khanun consolidando o LLCC com bandas convectivas formativas e convecção profunda sobre o semicírculo Oriental. Khanun entrou no PAR por volta das 03:00 UTC (11:00 PHT) em 29 de julho, e foi nomeado Falcon pela PAGASA. Seguindo para o norte devido a uma área subtropical de alta pressão de nível médio próxima, Khanun intensificou-se numa tempestade tropical severa. Desenvolveu-se um nublado denso central (CDO) e um olho esfarrapado, indicando que Khanun se intensificou em um tufão. Ao longo de 24 horas, a sua velocidade máxima sustentada do vento aumentou 130 km/h e, eventualmente, atingiu um pico de 220 km/h, equivalente ao estatuto de categoria 4 na escala Saffir–Simpson. Khanun deixou o PAR por volta das 03:00 PHT (19:00 UTC) de 1 de agosto. Khanun enfraqueceu ligeiramente à medida que se aproximava das Ilhas Ryukyu, atingindo-as com fortes chuvas e ventos fortes. Khanun enfraqueceu ainda mais devido a um ciclo de substituição da parede do olho, permitindo que o seu olho cresça maciçamente, mas degradando a sua estrutura global.
Em 3 de agosto, duas mortes foram relatadas em Okinawa: uma de uma casa desabada e outra de queimaduras sofridas em um incêndio doméstico. Pelo menos 160.000 casas perderam energia em toda a cadeia de ilhas.

### Tufão Lan
Em 5 de agosto, a JMA informou que uma área de baixa pressão havia se formado a leste-nordeste de Iwo Jima. A convecção profunda deslocou-se para o semicírculo Sudeste da circulação, enquanto o centro ainda mal definido. As condições ambientais foram avaliadas como sendo marginalmente propícias à ciclogénese tropical, com temperaturas quentes da superfície do mar (SST) próximas de 29-30 c (84-86 F) e baixo cisalhamento vertical do vento e bom escoamento para o Equador. Ao mesmo tempo, a JMA atualizou-a para uma depressão tropical, antes de a JTWC emitir um TCFA sobre o sistema. Mais tarde naquele dia, a agência mudou para uma tempestade tropical, com a JMA atribuindo o nome Lan para o sistema. Lan continuou a se fortalecer à medida que se voltava mais para o oeste sob a influência do SST e do fraco cisalhamento do vento vertical, o Jma atualizou Lan para uma tempestade tropical severa às 06:00 UTC de 9 de agosto, à medida que seus ventos máximos sustentados aumentaram para 95 km/h Lan começou a intensificar-se mais rapidamente, alcançar o estatuto de tufão. o JTWC atualizou-o para o tufão equivalente à categoria 4 em 11 de agosto, após estimativas de Dvorak indicarem ventos de 215 km/h (130 mph). Lan estava a deteriorar-se rapidamente à medida que a tempestade se esforçava para atingir -60 C (-76 F) O anel frio que rodeava o olho. A tempestade manteve a sua estrutura convectiva global, mas as águas abaixo do ciclone arrefeceram, provocando uma rápida tendência de enfraquecimento. Por volta das 19:00 UTC de 14 de agosto, Lan atingiu a costa perto do Cabo Shionomisaki, no Japão. Lan emergiu de volta sobre o mar do Sul do Japão. A JMA emitiu o seu último Aviso sobre a Lan e declarou-a um mínimo extratropical em 17 de agosto.
A JMA emitiu aviso roxo de chuva fortes chuvas —o segundo nível mais alto em uma escala de quatro níveis-e avisos de deslizamento de terra para partes da Prefeitura de Quioto, na região de Kansai, e da Prefeitura de Iwate, na região de Tohoku, no final de 14 de agosto. O tufão Lan causou danos generalizados. Além de causar deslizamentos de terra e inundações, a tempestade também arrancou árvores e danificou linhas elétricas. Pelo menos 100.000 casas estão sem energia e mais de 237.000 pessoas foram forçadas a deixar suas casas. Uma pessoa morreu e 64 ficaram feridas na sequência do tufão.

### Tufão Dora
Em 11 de agosto, um enfraquecido furacão Dora mudou-se para a bacia da bacia do Pacífico Central. Às 00:00 UTC de 12 de agosto, a JMA e a JTWC deram início a avisos sobre Dora, declarando que tinha acabado de cruzar a linha de data Internacional e classificando-a como um tufão. O topo das nuvens aqueceu ainda mais e o seu olho desapareceu das imagens de satélite. Dora mostrou uma deterioração significativa ao longo do flanco norte do sistema. Dora tornou-se cada vez mais tosquiada no início de 13 de agosto, interagindo com um vale de nível superior. O cisalhamento vertical do vento excedeu os 35 km/h. Uma deterioração adicional na organização da convecção profunda da tempestade fez com que Dora fosse rebaixada para uma tempestade tropical. Com o centro irregular de Dora, o sistema permaneceu desorganizado, pois o cisalhamento do vento estava se deslocando para o leste. Na madrugada de 15 de agosto, ambas as agências emitiram as suas advertências finais sobre a Dora; a sua LLCC tornou-se ainda mais ampla e exposta. A JMA, no entanto, continuou a monitorizar o sistema até que este foi anotado pela última vez às 18:00 UTC de 21 de agosto.

### Tempestade tropical severa Damrey
Em 21 de agosto, a JMA começou a rastrear uma depressão tropical no Pacífico Ocidental aberto. O JTWC seguiu o exemplo em 23 de agosto, atualizando o sistema para uma depressão tropical e designando-o como 08W. A JMA posteriormente atualizou o sistema para uma tempestade tropical em 24 de agosto, recebendo o nome de Damrey, com o JTWC seguindo o exemplo em 25 de agosto.
Os remanescentes da tempestade produziram ventos fortes no Alasca, com uma rajada de vento de 111 km/h em Potter Marsh e rajada de 69 km/h no Aeroporto Internacional Ted Stevens Anchorage.

### Outros sistemas

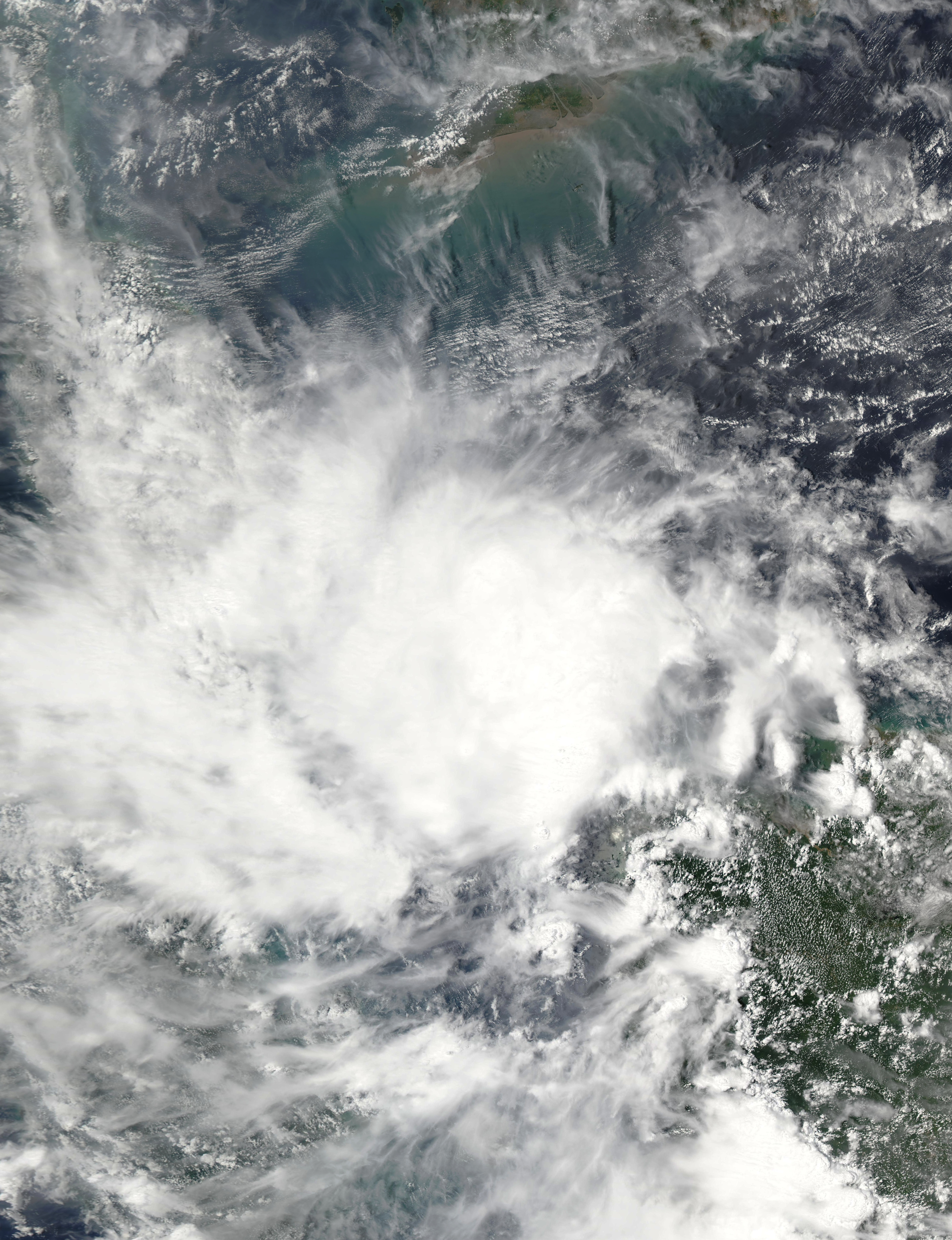
Uma depressão tropical perto do Equador em Março

De acordo com a JMA, uma depressão tropical se formou a leste de Singapura em 4 de março. Foi designado 98S pela JTWC pouco depois, devido à agência analisar o sistema como estando localizado no hemisfério sul. O sistema foi anotado pela última vez em 7 de março. 50 000 pessoas foram afectadas na Malásia pelas inundações provocadas pelo sistema, que também mataram quatro pessoas.
- Em 1 de maio, uma perturbação tropical persistiu em torno de 740 km a leste da cidade de Davao e fragmentou, mas organizou faixas de chuva ao norte e oeste de seu centro de circulação.[164] A convecção continuou a alargar-se à medida que envolvia o LLCC desorganizado. No entanto, a interação terrestre com as Filipinas e a fraca estrutura do sistema dificultaram o desenvolvimento, apesar de estarem em condições ambientais favoráveis.[164] Em 5 de maio, a JMA classificou a perturbação como uma depressão tropical.[14] No entanto, o ar seco e um fraco escoamento no alto mostraram que a depressão tinha muito pouco desenvolvimento, ao mesmo tempo que seguia para oeste-noroeste. A depressão dissipou-se mais tarde em 7 de maio.[165][166]

- Em 7 de junho, a JMA detetou uma ampla área de circulação associada a uma perturbação tropical ao norte de Hainão. A agência apelidou-a de depressão tropical pouco depois. No entanto, no dia seguinte, o sistema passou pela China e o centro de circulação começou a deteriorar-se. O sistema foi anotado pela última vez às 18:00 UTC de 11 de junho. Chuvas persistentes em Guangxi fizeram com que o Rio Baisha inundasse várias aldeias no Condado de Hepu. Os bombeiros usaram barcos para resgatar moradores presos em suas casas. Um total de 2.603 pessoas necessitaram de evacuação.[167] Em 9 de junho, o Centro Nacional de previsão hidrometeorológica do Vietname (NCHMF) emitiu um "alerta de depressão tropical potencial" no Golfo de Tonquim, que alertou para o ressurgimento desta depressão tropical, mas depois interrompeu a monitorização em 10 de junho.

- Em 3 de agosto, uma depressão tropical se formou a oeste de Ainão. O sistema enfraqueceu em 4 de agosto.

## Nomes de tempestades
Dentro do Oceano Pacífico Noroeste, tanto a Agência Meteorológica do Japão (JMA) quanto a Administração de Serviços Atmosféricos, Geofísicos e Astronômicos das Filipinas (PAGASA) atribuem nomes a ciclones tropicais que se desenvolvem no Pacífico Ocidental, o que pode resultar em um ciclone tropical com dois nomes. O RSMC Tokyo da Agência Meteorológica do Japão — Typhoon Center atribui nomes internacionais a ciclones tropicais em nome do Comitê de Tufões da Organização Meteorológica Mundial, caso eles sejam julgados com ventos sustentados de 10 minutos de 65 km/h (40 mph) . A PAGASA nomeia ciclones tropicais que se movem ou se formam como uma depressão tropical em sua área de responsabilidade localizada entre 135°E e 115°E e entre 5°N e 25°N, mesmo que o ciclone tenha um nome internacional atribuído a ele . Os nomes de ciclones tropicais significativos foram retirados, tanto pelo PAGASA quanto pelo Typhoon Committee . Caso a lista de nomes para a região filipina se esgote, os nomes serão retirados de uma lista auxiliar, da qual os dez primeiros são publicados a cada temporada. Os nomes não utilizados são marcados em cinzento .

### Nomes internacionais
Um ciclone tropical é nomeado quando se considera que tem ventos sustentados de 10 minutos de 65 km/h (40 mph). A JMA selecionou os nomes de uma lista de 140 nomes, que foi desenvolvida pelas 14 nações e territórios membros do Comitê de Tufões da ESCAP/WMO . Nomes aposentados, se houver, serão anunciados pela OMM em 2024; embora os nomes de substituição sejam anunciados em 2025. Os próximos 28 os nomes na lista de nomes são listados aqui junto com sua designação numérica internacional, se forem usados.
| Sanvu  | Mawar  | Guchol | Talim     | Doksuri | Khanun  | Lan   | Saola   |
| Damrey | Haikui | Kirogi | Yun-yeung | Koinu   | Bolaven | Sanba | Jelawat |

| - Em soma, Dora (2308) entrou na bacia do Pacífico Noroeste desde a bacia Central do Pacífico depois de cruzar a Linha de Data Internacional (180°E) como ciclone tropical. Como entrou na bacia intacto, ele manteve o nome designado pelo Centro Nacional de Furacões. |

#### Nomes aposentados
Após a temporada, o Comitê de tufões anunciou que os nomes "Doksuri, Saola" e "Haikui" seriam removidos das listas de nomes e nunca mais serão usados para nomear outro tufão. Os nomes de substituição serão anunciados em 2025.

### Filipinas
| Main list      | Main list              | Main list               | Main list             | Main list                          |
| -------------- | ---------------------- | ----------------------- | --------------------- | ---------------------------------- |
| Amang          | Betty                  | Chedeng                 | Dodong                | Egay                               |
| Falcon         | Goring                 | Hanna                   | Ineng                 | Jenny                              |
| Kabayan        | Liwayway               | Marilyn (sem ser usado) | Nimfa (sem ser usado) | Onyok (sem usar) (sem ser usado)   |
| Perla          | Quiel (sem ser usado)  | Ramon (sem ser usado)   | Sarah (sem ser usado) | Tamaraw (sem usar) (sem ser usado) |
| Ugong          | Viring (sem ser usado) | Weng (sem ser usado)    | Yoyoy (sem ser usado) | Zigzag (sem usar) (sem ser usado)  |
| Lista auxiliar |                        |                         |                       |                                    |
| Abe            | Berto (sem ser usado)  | Charo (sem ser usado)   | Dado (sem ser usado)  | Estoy (sem usar) (sem ser usado)   |
| Felion         | Gening (sem ser usado) | Herman (sem ser usado)  | Irma (sem ser usado)  | Jaime (sem usar) (sem ser usado)   |

Nesta temporada, a PAGASA usou seu próprio esquema de nomenclatura, que se desenvolverá dentro ou se moveu para sua área de responsabilidade autodefinida. Os nomes foram retirados de uma lista de nomes, que foi usada pela última vez em 2018 e está programada para ser usada novamente em 2026. Todos os nomes são os mesmos, exceto Tamaraw e Ugong, que substituíram os nomes Tisoy e Ursula depois que foram aposentados.
| - Amang - Betty (2302) - Chedeng (2303) - Dodong (2304) - Egay (2305) | - Falcon (2306) - Goring (2309) - Hanna (2311) (ativo) - Ineng (sem usar) - Jenny (sem usar) | - Kabayan (sem usar) - Liwayway (sem usar) - Marilyn (sem usar) - Nimfa (sem usar) - Onyok (sem usar) | - Perla (sem usar) - Quiel (sem usar) - Ramon (sem usar) - Sarah (sem usar) - Tamaraw (sem usar) | - Ugong (sem usar) - Viring (sem usar) - Weng (sem usar) - Yoyoy (sem usar) - Zigzag (sem usar) |

| - Abe (sem usar) - Berto (sem usar) | - Charo (sem usar) - Dado (sem usar) | - Estoy (sem usar) - Felion (sem usar) | - Gening (sem usar) - Herman (sem usar) | - Irma (sem usar) - Jaime (sem usar) |

#### Nomes aposentados
Em janeiro de 2024, o PAGASA anunciou que os nomes Egay e Goring foram removidos da lista regular e que seriam substituídos por "Emil" e "Gavino" a partir de 2027.

## Efeitos da temporada
Esta tabela resume todos os sistemas que se desenvolveram ou se mudaram para o Oceano Pacífico Norte, a oeste da Linha Internacional de Data durante 2023. As tabelas também fornecem uma visão geral da intensidade do sistema, duração, áreas terrestres afetadas e quaisquer mortes ou danos associados ao sistema .
| Nome                | Datas ativo                   | Classificação máxima       | Velocidade de vento sustentados | Pressão              | Áreas afetadas                                                                               | Danos (USD)        | Fatalidades | Refs                    |
| ------------------- | ----------------------------- | -------------------------- | ------------------------------- | -------------------- | -------------------------------------------------------------------------------------------- | ------------------ | ----------- | ----------------------- |
| TD                  | 4–7 de março                  | Depressão tropical         | 55 km/h (35 mph)                | 1008 hPa (29.8 inHg) | Brunei, Indonésia, Malásia, Singapura                                                        | Desconhecido       | 4           | [ 163 ]                 |
| Amang               | 10–13 de abril                | Depressão tropical         | 55 km/h (35 mph)                | 1004 hPa (29.6 inHg) | Palau, Filipinas                                                                             | $223 000           | Nenhum      | [ 174 ]                 |
| Sanvu               | 19–22 de abril                | Tempestade tropical        | 85 km/h (50 mph)                | 996 hPa (29.4 inHg)  | Estados Federados da Micronésia                                                              | Nenhum             | Nenhum      |                         |
| TD                  | 5–7 de maio                   | Depressão tropical         | Não definido                    | 1004 hPa (29.6 inHg) | Filipinas                                                                                    | Nenhum             | Nenhum      |                         |
| Mawar (Betty)       | 19 de maio – 2 de junho       | Tufão violento             | 215 km/h (130 mph)              | 900 hPa (27 inHg)    | Estados Federados da Micronésia, Guam, Ilhas Marianas Setentrionais, Filipinas, Ilhas Ryukyu | $4 300 000 000     | 6           | [ 175 ] [ 176 ] [ 177 ] |
| Guchol (Chedeng)    | 6–12 de junho                 | Tufão                      | 150 km/h (90 mph)               | 960 hPa (28 inHg)    | Filipinas, Japão, Alasca                                                                     | Nenhum             | Nenhum      |                         |
| TD                  | 7–11 de junho                 | Depressão tropical         | Não definido                    | 1000 hPa (30 inHg)   | China meridional, Vietname                                                                   | Nenhum             | Nenhum      |                         |
| Talim (Dodong)      | 13–18 de julho                | Tempestade tropical severa | 110 km/h (70 mph)               | 970 hPa (29 inHg)    | Filipinas, China meridional, Vietname                                                        | $363 838 070       | 3           | [ 178 ]                 |
| Doksuri (Egay)      | 20–30 de julho                | Tufão muito forte          | 185 km/h (115 mph)              | 925 hPa (27.3 inHg)  | Palau, Filipinas, Taiwan, China                                                              | $28 426 072 861,93 | 137         | [ 179 ]                 |
| Khanun (Falcon)     | 26 de julho – 10 de agosto    | Tufão muito forte          | 175 km/h (110 mph)              | 930 hPa (27 inHg)    | Filipinas, Taiwan, Japão, Coreia do Sul, Coreia do Norte, Russia                             | $126 000 000       | 13          | [ 180 ]                 |
| TD                  | 3–4 de agosto                 | Depressão tropical         | Não definido                    | 1002 hPa (29.6 inHg) | China meridional, Vietname                                                                   | Nenhum             | Nenhum      |                         |
| Lan                 | 7–17 de agosto                | Tufão muito forte          | 165 km/h (105 mph)              | 940 hPa (28 inHg)    | Bonin Islands, Japão                                                                         | $500 000 000       | 1           |                         |
| Dora                | 12–21 de agosto               | Tufão                      | 140 km/h (85 mph)               | 980 hPa (29 inHg)    | Ilhas Wake (depois de cruzar)                                                                | Nenhum             | Nenhum      |                         |
| TD                  | 19–21 de agosto               | Depressão tropical         | Não definido                    | 1004 hPa (29.6 inHg) | Nenhum                                                                                       | Nenhum             | Nenhum      |                         |
| Saola (Goring)      | 22 de agosto – 3 de setembro  | Tufão violento             | 195 km/h (120 mph)              | 920 hPa (27 inHg)    | Filipinas, China meridional, Macau, Taiwan, Hong Kong, Norte Vietname                        | $672 560 175,29    | 3           | [ 181 ]                 |
| Damrey              | 23–29 de agosto               | Tempestade tropical severa | 95 km/h (60 mph)                | 985 hPa (29.1 inHg)  | Nenhum                                                                                       | Nenhum             | Nenhum      |                         |
| Haikui (Hanna)      | 27 de agosto – 6 de setembro  | Tufão muito forte          | 155 km/h (100 mph)              | 945 hPa (27.9 inHg)  | Ilhas Marianas Setentrionais, Taiwan, Filipinas, China, Hong Kong                            | $2 310 000 000     | 16          |                         |
| Kirogi              | 29 de agosto – 6 de setembro  | Tempestade tropical        | 85 km/h (50 mph)                | 994 hPa (29.4 inHg)  | Japão                                                                                        | Nenhum             | Nenhum      |                         |
| TD                  | 2–3 de setembro               | Depressão tropical         | Não definido                    | 1002 hPa (29.6 inHg) | Nenhum                                                                                       | Nenhum             | Nenhum      |                         |
| Yun-yeung (Ineng)   | 4–9 de setembro               | Tempestade tropical        | 75 km/h (45 mph)                | 998 hPa (29.5 inHg)  | Japão                                                                                        | $10 000 000        | 3           |                         |
| TD                  | 4–6 de setembro               | Depressão tropical         | Não definido                    | 1010 hPa (30 inHg)   | Nenhum                                                                                       | Nenhum             | Nenhum      |                         |
| TD                  | 10 de setembro – 14           | Depressão tropical         | Não definido                    | 1004 hPa (29.6 inHg) | Nenhum                                                                                       | Nenhum             | Nenhum      |                         |
| TD                  | 12 de setembro                | Depressão tropical         | Não definido                    | 1004 hPa (29.6 inHg) | Nenhum                                                                                       | Nenhum             | Nenhum      |                         |
| 13W                 | 24 de setembro – 27           | Depressão tropical         | Não definido                    | 1000 hPa (30 inHg)   | Vietname                                                                                     | Unknown            | Nenhum      |                         |
| Koinu (Jenny)       | 28 de setembro – 9 de outubro | Tufão muito forte          | 165 km/h (105 mph)              | 940 hPa (28 inHg)    | Ilhas Marianas Setentrionais, Filipinas, Taiwan, China meridional, Hong Kong                 | $18 000 000        | 1           | [ 182 ]                 |
| Bolaven             | 6–14 de outubro               | Tufão violento             | 215 km/h (130 mph)              | 905 hPa (26.7 inHg)  | Estados Federados da Micronésia, Guam, Ilhas Marianas Setentrionais, Ilhas Bonin             | Minimal            | Nenhum      |                         |
| Sanba               | 17–20 de outubro              | Tempestade tropical        | 75 km/h (45 mph)                | 1000 hPa (30 inHg)   | Vietnam, China meridional                                                                    | $804 000 000       | 4           |                         |
| 17W                 | 12–17 de novembro             | Depressão tropical         | 55 km/h (35 mph)                | 1004 hPa (29.6 inHg) | Nenhum                                                                                       | Nenhum             | Nenhum      |                         |
| Jelawat (Kabayan)   | 15–18 de dezembro             | Tempestade tropical        | 65 km/h (40 mph)                | 1002 hPa (29.6 inHg) | Palau, Filipinas, Borneo                                                                     | $43 200            | 0 (1)       | [ 183 ]                 |
| Totais da temporada |                               |                            |                                 |                      |                                                                                              |                    |             |                         |
| 29 systems          | 4 de março – 18 de dezembro   |                            | 215 km/h (130 mph)              | 900 hPa (27 inHg)    |                                                                                              | $37 530 737 307,22 | 191         |                         |